# Gósol
Gósol es un municipio de la comarca del Bergadá aunque, a diferencia del resto de la comarca, pertenece a la provincia de Lérida, en Cataluña, España. Parte del municipio corresponde  al Parque natural del Cadí-Moixeró. Incluye también el núcleo de Sorribes.

## Historia
Hacia mediados del siglo XIX, el lugar, ya por entonces con ayuntamiento propio, tenía contabilizada una población de 450 habitantes. Aparece descrito en el octavo volumen del Diccionario geográfico-estadístico-histórico de España y sus posesiones de Ultramar de Pascual Madoz con las siguientes palabras:

GOSOL: v. con ayunt. en la prov. de Lérida (34 horas); part. jud. de Solsona, dióc. y adm. de rent. de Seo de Urgel (11), aud. terr. y c. g. de Barcelona (23): está sit. al pie de un monte bastante elevado en un pequeño llano y rodeado de montañas elevadísimas cubiertas de nieve; su posicion la hace estar bien ventilada por lo que se disfruta de un clima si bien escesivamente frio, muy saludable; se compone la v. de 160 casas agrupadas en forma de pobl. y algunos cas. dispersos en la proximidad, con varias arruinadas que fueron quemadas por las tropas carlistas en la pasada guerra civil; todas ellas son por lo comun de uno y dos pisos, pero muy malas y feas, y sin comodidades interiores, formando varias calles con una plaza en el centro de 190 palmos en cuadro, muy sucias y á medio empedrar. La casa de ayunt. que igualmente fué incendiada en la pasada guerra, no se ha vuelto á levantar, por lo cual celebra la municipalidad sus reuniones en el horno, que es de propiedad del comun; hay una escuela de primeras letras concurrida por unos 20 alumnos, una igl. parr. (Ntra. Sra. de la Asuncion, vulgo Sta. Maria de Gosol), que tiene por anejo á la de la ald. de Sorrivas ser vida por un cura párroco y un vicario dependiente de él: el edificio que se encuentra en la cima del monte á cuyo pié está el pueblo y en el mismo parage donde este existia antiguamente, es de una sola nave de órden gótico, y encierra 5 altares sin ninguna particularidad; tiene de larga 180 palmos y 60 de ancho, y á un estremo una torre cuadrada de 80 palmos de elevacion con 2 campanas y un reloj que al dar las horas se estiende el eco por toda la campiña; el cementerio contiguo y bien ventilado es capaz y no perjudica á la salud pública: dentro de la pobl. existen 2 capillas (San Roque y la Piedad), con capacidad ambas para 60 personas, asi como una fuente pública en medio de la plaza, cuya agua de la mejor calidad y abundante viene conducida por una cañeria de la parte del N. y sirve para el consumo de los vec. y abrevadero del ganado. El térm. confina por N. con el de Josa (1 1/2 hora); E. el de Aspar á (4 1/2); S. el de Mirapol (1), y O. Truixent y Pedra y Coma (3): en él existe una ald. llamada Sorrivas dependiente en lo civil y ecl. de este pueblo, y separado de él como unos 3/4 de hora; hay tambien una ermita á la parte O. sit. entre peñas y escabrosidades, con su ermitaño que pasa con las limosnas de los vec.: de las aguas sobrantes de la fuente que existe en la plaza, se forma un arroyuelo que se dirije á la parte S. donde á 1/4 de hora se reune con otra que nace en la fuente denominada Torrentsenta, tomando ambos el nombre de arroyo Nuell que desagua á 6 horas abajo de la villa en el Cardanier. El terreno de mediana calidad y secano está cruzado por distintos cerros y barrancos con profundos valles, y circunvalado por montes elevados y áridos entre ellos los llamados Grasolet, y el Vert: tiene sin embargo una campiña de 1/2 hora de estension de E. á O. sumamente deliciosa y fertil, y la parte llana seria mas productiva si no estuviese casi todo el año cubierto de nieve. Se cultivan en el térm. 400 jornales de tierra dividida en primera, segunda, tercera y cuarta calidad, con 300 jornales de bosque, y algunos prados de pastos para los ganados, que aunque escasos de yerbas son muy sabrosas y fuertes: los caminos en el peor estado por efecto de la escabrosidad del terreno son de herradura y de pueblo á pueblo: hay un peaton que va á buscar una vez á la semana la correspondencia á San Lorenzo de Morunys con la sola gratificacion de un cuarto por carta. prod.: trigo, centeno, legumbres y hortalizas en varios huertecitos tan ricas que se reputan por las mejores de la prov.; cria de ganado lanar, cabrio y vacuno; y caza de liebres y perdices, lobos y cabras monteses: los hab. se dedican á hacer por trementina, aceite de ricino que estraen de los pinos, quesos esquisitos, y hay un molino harinero, varios oficios y artesanos, siendo la agricultura la ind. principal; pero esta ocupa á la mayor parte de las mujeres que se dedican á tan penosas tareas, mientras que los maridos seducidos por la vida ociosa, viven muchos en la mas criminal holganza. comercio: la esportacion de los frutos sobrantes, pez, aceite recino, quesos y ganado que llevan á Seo de Urgel y otros puntos donde hacen sus cambios á metálico. Celebra ademas una feria anual en 30 de setiembre de ganado lanar y vacuno y se calcula el valor de las ventas en 200,000 rs. y la fiesta del pueblo el dia 15 de agosto que lo es de su titular. pobl.: 162 vec., 450 alm. cap. imp.: 87,375. rs. contr. el 14'28 por 100 de esta riqueza. El presupuesto municipal ordinario asciende á 2,349 rs. y se cubre por reparto vecinal.
(Madoz, 1847, p. 452)

## Demografía
Cuenta con una población de 215 habitantes (INE 2024).
| Gráfica de evolución demográfica de Gósol entre 1842 y 2021                                                           |
| |
| Población de derecho según los censos de población del INE. Población de hecho según los censos de población del INE. |

| 1900 | 1930 | 1950 | 1970 | 1981 | 1986 | 2007 |
| ---- | ---- | ---- | ---- | ---- | ---- | ---- |
| 718  | 604  | 546  | 284  | 204  | 187  | 250  |

## Cultura

### Edificios históricos de interés
- El Castillo de Gósol.

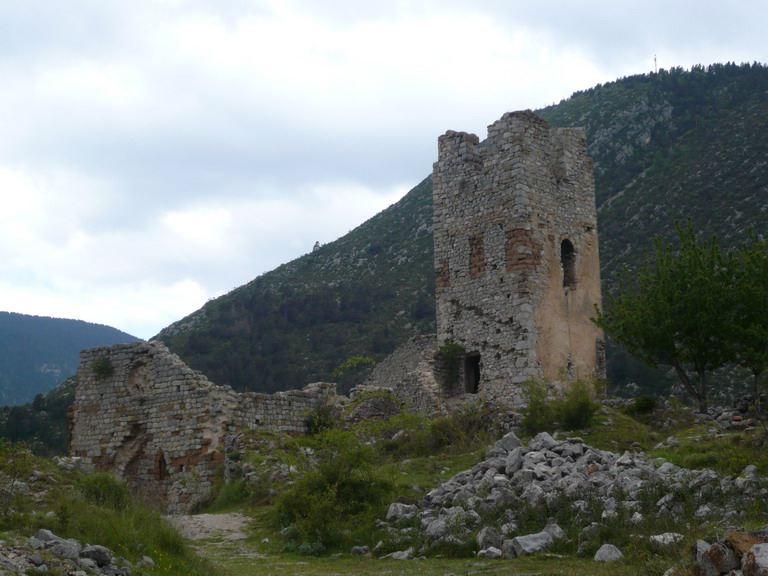
Santa Maria del Castell de Gósol, antigua capilla del castillo y parroquia del pueblo, construida a principios del y abandonada a principios del en favor de la nueva iglesia.

- El Museo Picasso de Gósol, símbolo cultural emblemático del pueblo. Cuenta la existencia de la visita del pintor Pablo Picasso al pueblo en la primavera de 1906, donde permaneció hasta la primera mitad de agosto. El artista se instaló en la única taberna existente, Cal Tampanada, en ese tiempo propiedad de Josep Fontdevila. En Gósol, Picasso sufrió una transformación y durante este periodo cambió su paleta, su estilo pictórico y su ritmo de composición. Sus modelos fueron Fernande Olivier (su compañera en ese tiempo), el pueblo, las gentes del lugar, los toros y los caballos.

### Fiestas
- El 15 de agosto es la fiesta mayor
- El 20 de julio es la fiesta de Santa Margarida, patrona del pueblo
- El año 2006, se celebró el centenario de la estancia de Pablo Picasso en Gósol.

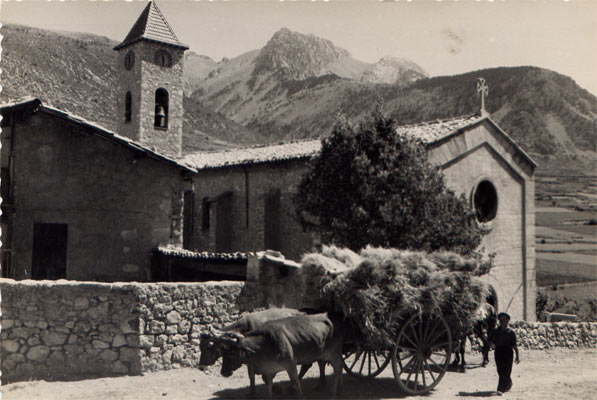
Iglesia de Gósol en 1960.

### Visitas importantes
- Pablo Picasso.
- El Doctor Agustí Pedro i Pons, quien permaneció en Gósol bastante tiempo.